# كوروا

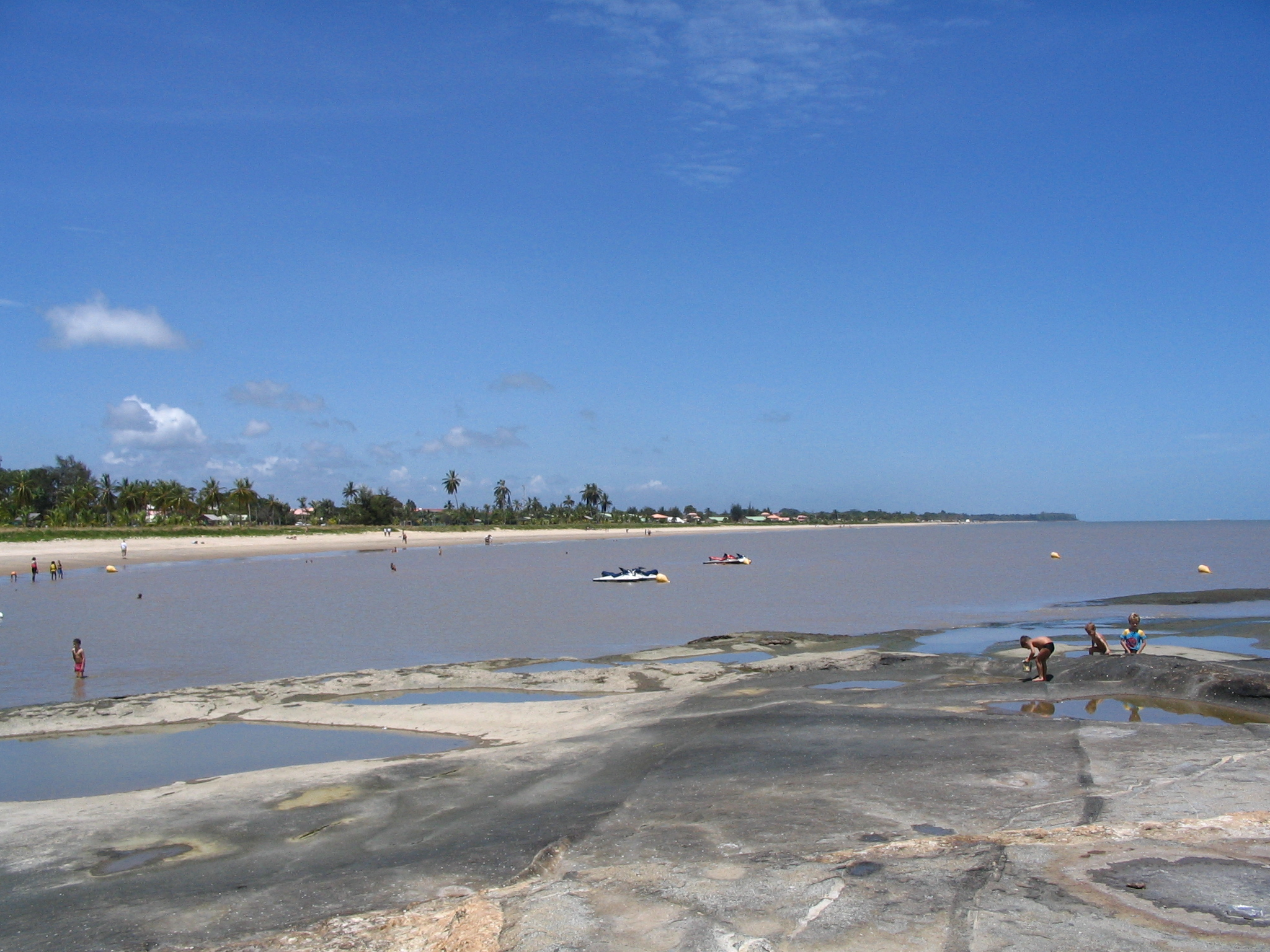
شاطئ كوروا الرملي الطويل

كوروا (بالإنجليزية: Kourou)‏ هي إحدى بلديات دائرة كايين بغويانا الفرنسية. بالإضافة إلى كونها منطقة إدارية في غويانا الفرنسية، فهي أيضا البلدة الرئيسية في تلك المنطقة.

## المناخ
يظهر الجدول التالي التغييرات المناخية على مدار السنة لكوروا:
| البيانات المناخية لـكوروا         | البيانات المناخية لـكوروا | البيانات المناخية لـكوروا | البيانات المناخية لـكوروا | البيانات المناخية لـكوروا | البيانات المناخية لـكوروا | البيانات المناخية لـكوروا | البيانات المناخية لـكوروا | البيانات المناخية لـكوروا | البيانات المناخية لـكوروا | البيانات المناخية لـكوروا | البيانات المناخية لـكوروا | البيانات المناخية لـكوروا | البيانات المناخية لـكوروا |
| الشهر                             | يناير                     | فبراير                    | مارس                      | أبريل                     | مايو                      | يونيو                     | يوليو                     | أغسطس                     | سبتمبر                    | أكتوبر                    | نوفمبر                    | ديسمبر                    | المعدل السنوي             |
| --------------------------------- | ------------------------- | ------------------------- | ------------------------- | ------------------------- | ------------------------- | ------------------------- | ------------------------- | ------------------------- | ------------------------- | ------------------------- | ------------------------- | ------------------------- | ------------------------- |
| الدرجة القصوى °م (°ف)             | 31.3 (88.3)               | 31.7 (89.1)               | 31.6 (88.9)               | 31.8 (89.2)               | 32.4 (90.3)               | 31.9 (89.4)               | 33.0 (91.4)               | 33.7 (92.7)               | 34.0 (93.2)               | 34.5 (94.1)               | 33.5 (92.3)               | 32.7 (90.9)               | 34.5 (94.1)               |
| متوسط درجة الحرارة الكبرى °م (°ف) | 29.0 (84.2)               | 29.1 (84.4)               | 29.4 (84.9)               | 29.6 (85.3)               | 29.6 (85.3)               | 29.7 (85.5)               | 30.4 (86.7)               | 31.0 (87.8)               | 31.7 (89.1)               | 31.9 (89.4)               | 31.2 (88.2)               | 29.8 (85.6)               | 30.2 (86.4)               |
| متوسط درجة الحرارة الصغرى °م (°ف) | 23.8 (74.8)               | 24.0 (75.2)               | 24.2 (75.6)               | 24.3 (75.7)               | 23.9 (75.0)               | 23.2 (73.8)               | 22.7 (72.9)               | 22.8 (73.0)               | 22.6 (72.7)               | 22.8 (73.0)               | 23.1 (73.6)               | 23.7 (74.7)               | 23.4 (74.1)               |
| أدنى درجة حرارة °م (°ف)           | 19.2 (66.6)               | 20.0 (68.0)               | 19.5 (67.1)               | 19.0 (66.2)               | 20.0 (68.0)               | 20.0 (68.0)               | 20.0 (68.0)               | 19.1 (66.4)               | 19.1 (66.4)               | 19.0 (66.2)               | 18.1 (64.6)               | 18.8 (65.8)               | 18.1 (64.6)               |
| معدل هطول الأمطار مم (إنش)        | 358.4 (14.11)             | 220.3 (8.67)              | 265.9 (10.47)             | 391.0 (15.39)             | 503.2 (19.81)             | 377.1 (14.85)             | 148.6 (5.85)              | 87.7 (3.45)               | 32.8 (1.29)               | 49.1 (1.93)               | 123.8 (4.87)              | 280.5 (11.04)             | 2٬838٫4 (111.73)          |
| متوسط الأيام الممطرة              | 20.67                     | 17.07                     | 17.03                     | 20.27                     | 24.87                     | 23.83                     | 15.93                     | 8.53                      | 4.43                      | 6.40                      | 11.80                     | 20.13                     | 190.96                    |
| ساعات سطوع الشمس الشهرية          | 119.9                     | 116.1                     | 149.2                     | 138.6                     | 142.9                     | 172.3                     | 219.6                     | 248.5                     | 259.9                     | 250.6                     | 204.8                     | 141.4                     | 2٬163٫7                   |
| المصدر: Meteo France              |                           |                           |                           |                           |                           |                           |                           |                           |                           |                           |                           |                           |                           |

## أعلام
- أودسون إدوارد
- أرنولد أبيلينتي